# Franck Laurance
Pour les articles homonymes, voir Laurance.
Franck Laurance, né le 18 avril 1970 à Rennes, est un coureur cycliste français. Il évolue au niveau professionnel en 1995 et 1996 avec l'équipe Mutuelle de Seine-et-Marne.
Ses enfants Typhaine et Axel sont également coureurs cyclistes,. 

## Palmarès
- 1987
  - Champion de Bretagne de cyclo-cross juniors
- 1989
  - Champion de Bretagne de cyclo-cross espoirs
- 1991
  - Champion de Normandie de cyclo-cross espoirs
  - 3e étape du Tour de Normandie[3]
  - 2e du championnat de France de cyclo-cross espoirs
  - 2e du Grand Prix Michel-Lair
- 1992
  - Champion de Normandie de cyclo-cross
  - 2e du Grand Prix de Fougères
  - 3e du Circuit du Bocage vendéen
- 1993
  - Grand Prix Michel-Lair
  - Challenge Mayennais
  - 2e du Grand Prix de Luneray
  - 3e de Rouen-Gisors
- 1994[3]
  - Champion de Normandie sur route
  - Grand Prix d'Antibes
  - Grand Prix du Canton de Nice
  - Liège-Bastogne-Liège espoirs
  - Essor Val d'Oisien
  - Une étape du Tour d'Ille-et-Vilaine
  - Grand Prix Nagoya
  - Deux étapes du Tour de La Réunion
  - 3e du Tour d'Ille-et-Vilaine
  - 3e du Tour de La Réunion
- 1996
  - 4e étape du Tour de la Somme
- 1997[3]
  - Paris-Barentin
  - 1re étape des Boucles de la Meuse
  - Grand Prix de la Côte des Isles
  - 6e étape du Ruban granitier breton
  - 5e étape du Tour de la Manche
  - 4e étape des Trois Jours de Cherbourg
  - 2e des Boucles du Canton de Picquigny
  - 3e du Circuit des plages vendéennes
  - 3e du Circuit de Vendée
  - 3e du Tro Bro Leon
- 1998
  - 3e étape du Tour de la Dordogne[3]
  - 2e du Circuit des Matignon
  - 3e des Boucles de l'Océan
- 1999
  - Grand Prix Gilbert Bousquet
  - Grand Prix d'Hennebont[3]
- 2000
  - Circuit du Morbihan
  - 3e et 8e étapes du Ruban granitier breton
- 2001
  - 2e et 4e étapes du Circuit des plages vendéennes
  - Flèche de Locminé
  - Essor Breton :
    - Classement général
    - 2e étape

  - 3e étape du Tour du Loiret
  - 3e épreuve du Challenge Mayennais[3]
  - 3e étape du Tour du Limousin
  - 2e du Circuit des plages vendéennes
  - 2e du Manx Trophy
- 2002
  - 3e étape du Ruban granitier breton
  - 2e du Tour du Labourd
  - 2e des Boucles Guégonnaises